# Спрингфилд (Тенеси)
Спрингфилд (енгл. Springfield) град је у америчкој савезној држави Тенеси.

## Демографија
По попису из 2010. године број становника је 16.440, што је 2.111 (14,7%) становника више него 2000. године.
| Група             | 2000.         | 2010.         |
| Белци             | 9.459 (66,0%) | 9.654 (58,7%) |
| Афроамериканци    | 3.712 (25,9%) | 3.894 (23,7%) |
| Азијати           | 80 (0,6%)     | 106 (0,6%)    |
| Хиспаноамериканци | 995 (6,9%)    | 2.540 (15,5%) |
| Укупно            | 14.329        | 16.440        |